# Manulea gariepina
Manulea gariepina är en flenörtsväxtart som beskrevs av George Bentham. Manulea gariepina ingår i släktet Manulea och familjen flenörtsväxter. Inga underarter finns listade i Catalogue of Life.